# Jonathan Daniels
Jonathan Myrick Daniels (Keene, Nuevo Hampshire; 20 de marzo de 1939- Hayneville, Alabama; 20 de agosto de 1965) fue un estudiante de teología estadounidense y activista por los derechos civiles.

## Biografía
Jonathan Daniels fue el alumno destacado de la promoción de 1961 del Instituto Militar de Virginia (VMI). Obtuvo la prestigiosa Beca Danforth para estudios de posgrado y se matriculó en la Universidad Harvard, Massachusetts, para continuar sus estudios de literatura inglesa. Daniels pronto se dio entonces cuenta de su vocación al ministerio y se convirtió por ello en seminarista en la Escuela Teológica Episcopal (ahora la Escuela de Divinidad Episcopal) en Massachusetts, desde donde respondió a los llamados de Martin Luther King Jr. para que el clero se uniera al movimiento por los derechos civiles.

### Asesinato
El 13 de agosto de 1965, Daniels y otros protestaron en tiendas exclusivas para blancos en el sur del condado de Lowndes. Fueron arrestados y llevados a Hayneville, donde los encerraron.
Poco después de ser liberados el 20 de agosto, Richard Morrisroe, un sacerdote católico, y Daniels acompañaron a dos adolescentes afroamericanas, Joyce Bailey y Ruby Sales, a una tienda de Hayneville a comprar un refresco. Los recibió en la escalera Tom Coleman, obrero de la construcción y ayudante del sheriff a tiempo parcial, quien portaba una escopeta. Coleman apuntó con su arma a Ruby Sales y Daniels la empujó al suelo para protegerla, salvándole la vida. El disparo de la escopeta mató a Daniels en el acto y Morrisroe, que recibió luego una bala en la espalda mientras huía, resultó gravemente herido a causa de esa bala.

### Acontecimientos posteriores
Coleman afirmó luego que Daniels había sacado un cuchillo y convenció al gran jurado de reducir el cargo de asesinato a homicidio. El posterior juicio, dirigido por un juez segregacionista y parcial hacia el acusado, comenzó el 28 de septiembre de 1965 y duró solo dos días. Finalmente, después de menos de dos horas de deliberación, un jurado compuesto exclusivamente por blancos absolvió luego a Coleman el 30 de septiembre de 1965. Después de ello, al menos un miembro del jurado se acercó a la mesa donde estaba sentado Coleman y le estrechó la mano. El fiscal general de Alabama, Richmond Flowers, describió el veredicto como “el proceso democrático que se va al garete de la intolerancia y la aplicación indebida de la ley”.
En 2008, gracias a la cobertura mediática del caso de Daniels, el FBI inició una revisión del caso. No pudo encontrar los registros de la investigación local, porque un incendio destruyó el edificio donde estaban. Aun así la agencia recuperó su propio expediente de investigación de 1965, así como el certificado de defunción de Coleman, quien falleció de cáncer en 1997. Alegando la muerte de Coleman y la ausencia de otros sospechosos, el caso se cerró en 2011.

## Legado
Aún así los acontecimientos respecto a la absolución de Coleman tuvieron repercusiones a nivel nacional. Desencadenó una campaña mediática y judicial para acabar con los jurados compuestos solo por hombres blancos y un año después, en un efecto dominó, los jurados fueron cambiados progresivamente en todo el sur a través de correspondientes decisiones judiciales, en las que se impuso la participación de negros y mujeres en esos jurados.
Adicionalmente él, junto a Martin Luther King se ha convertido en uno de los dos "mártires" del siglo XX que figuran en el Libro Anglicano de los Mártires de la Catedral de Canterbury. Una escuela primaria en su ciudad natal lleva su nombre por su valentía y compromiso respecto a la lucha de los derechos civiles. En el Instituto Militar de Virginia, Daniels ha sido homenajeado de forma regular desde su muerte y uno de los cuatro arcos con nombre en el cuartel está dedicado a Daniels, al igual que un patio conmemorativo. Finalmente, el 14 de agosto se ha convertido desde entonces en el día festivo de Jonathan Daniels y un peregrinaje ocurre cada año el 15 de agosto hacia Hayneville para honrarlo, donde además se ha puesto un memorial para recordarlo.

## Cultura popular
Jonathan Daniels fue interpretado en el telefilme de 1999 Selma, Lord, Selma por Mackenzie Astin.